# Flugziel
Als Flugziel oder (als Übernahme aus dem Englischen) Destination wird im Charter- und Linienflug  bzw. im Ferntourismus der Zielflughafen eines Mittel- oder Langstreckenflugs bezeichnet. Für die technische Abwicklung (Flugplanung, Navigation etc.) besitzen alle international bedeutsamen Flugziele einen IATA-Flughafencode.
Die Flugroute zwischen Start- und Zielflughafen folgt aber nur selten der kürzesten Verbindung (Großkreis) am Globus, sondern dem Verlauf von Luftstraßen. Dabei werden teilweise auch mögliche Ausweichflughäfen in Betracht gezogen, die bisweilen bei schwierigen Wetterbedingungen erforderlich sind.
Eine zweite Bedeutung hat die Bezeichnung Flugziel für die Flugsicherung und die Militärtechnik. Hier wird die Position bzw. die Bewegung des Flugobjekts mittels Radar erfasst, wobei es allerdings für ein messbares Radarecho (siehe Primärradar) eine gewisse Größe haben muss. Für die Flugsicherung günstiger ist das sogenannte Sekundärradar, bei dem das vom Radarstrahl erfasste Flugzeug einen Abfrageimpuls mit einem speziellen Funksignal beantwortet.